# Franklin Chang-Díaz
Franklin Ramón Chang-Díaz (* 5. April 1950 in San José, Costa Rica) ist ein ehemaliger Astronaut der NASA. Im Rahmen seiner Tätigkeiten bei der NASA musste Chang die US-amerikanische Staatsangehörigkeit annehmen, um an Raumfahrtmissionen teilnehmen zu dürfen. Er ist verheiratet und hat vier Kinder. Seine Tochter Sonia Chang-Díaz ist seit 2009 Abgeordnete im Senat von Massachusetts.
Chang-Díaz schloss im November 1967 das Colegio De La Salle in San José ab und ging bis 1969 auf die Hartford High School in Hartford (Connecticut). Seinen Bachelor-Abschluss als Maschinenbauingenieur erhielt er 1973 von der University of Connecticut. Dort arbeitete er als Forschungsassistent am Fachbereich Physik und war dort mit der Konstruktion von Experimenten hochenergetischer, atomarer Kollisionen befasst. Seine Doktorarbeit schrieb er über Plasmaphysik und Kernfusion am Massachusetts Institute of Technology (MIT) im Jahre 1977.

## NASA-Aktivitäten
Die Auswahl von Chang-Díaz als Astronautenkandidat erfolgte im Mai 1980. Bereits während der Ausbildung, die er im August 1981 beendete, war er mit Softwareprüfungen für das Shuttle Avionics Integration Laboratory (SAIL) beschäftigt. Zwischen Oktober 1984 und August 1985 leitete er die Unterstützungsgruppe am Kennedy Space Center.
Chang-Díaz hat die NASA im Juli 2005 verlassen.

### STS-61-C
STS-61-C hob am 12. Januar 1986 vom Kennedy Space Center in Florida ab. Chang-Díaz war an der Aussetzung des SATCOM KU Satelliten beteiligt und führte Experimente in Astrophysik durch. Nach 96 Erdumrundungen landete das Space Shuttle Columbia nach sechs Tagen auf der Edwards Air Force Base in Kalifornien.

### STS-34
Während der STS-34-Mission wurde von der Atlantis die Galileo-Sonde zur Erkundung des Planeten Jupiter ausgesetzt. Start war am 18. Oktober 1989 vom Kennedy Space Center, die Landung am 23. Oktober auf der Edwards Air Force Base.

### STS-46
Der Space Shuttle Atlantis startete am 31. Juli 1992 auf dem Kennedy Space Center zur STS-46-Mission. Während des achttägigen Fluges wurde der Satellit EURECA ausgesetzt sowie Erprobungen mit dem Tethered Satellite System (TSS) durchgeführt. Die Landung erfolgte am 8. August ebenfalls auf dem Kennedy Space Center.

### STS-60
STS-60 war der erste Flug der Wake Shield Facility (WSF-1) und der zweite Flug des Spacehab an Bord der Discovery. Start und Landung erfolgten am Kennedy Space Center in Florida.

### STS-75
Die Columbia hob am 22. Februar 1996 vom Kennedy Space Center zur Mission STS-75 ab. Auf der 15-tägigen Mission wurde erneut das Tethered Satellite System (TSS) eingesetzt. TSS bewies, dass mit diesem System Elektrizität erzeugt werden konnte. Es war auch der dritte Flug der United States Microgravity Payload (USMP-3).

### STS-91
STS-91, von der Discovery ausgeführt, war das neunte und letzte Andockmanöver eines Shuttles an der russischen Raumstation Mir. Es markierte den Abschluss einer erfolgreichen Zusammenarbeit. Start und Landung erfolgten am Kennedy Space Center. Mit diesem Flug zog er mit John Young und F. Story Musgrave mit sechs Raumflügen gleich.

### STS-111
Die Endeavour brachte eine neue Besatzung und das kanadische Mobile Base System mit einem Roboterarm zur Internationalen Raumstation (ISS). Die Mannschaft reparierte während der Misson kurzfristig noch ein Gelenk im Fernmanipulator. Während des Fluges nahm Chang-Díaz an drei Außenbordtätigkeiten teil. Wegen schlechten Wetters musste die Endeavour nach dreizehn Tagen auf der Edwards Air Force Base in Kalifornien landen. Mit diesem Flug zog er mit Jerry Ross mit sieben Raumflügen gleich.

### Zusammenfassung
| Nr | Mission  | Funktion           | Flugdatum                    | Flugdauer   |
| -- | -------- | ------------------ | ---------------------------- | ----------- |
| 1  | STS-61-C | Missionsspezialist | 12. Januar–18. Januar 1986   | 6d 2h 03m   |
| 2  | STS-34   | Missionsspezialist | 18. Oktober–23. Oktober 1989 | 4d 23h 39m  |
| 3  | STS-46   | Missionsspezialist | 31. Juli–8. August 1992      | 7d 23h 15m  |
| 4  | STS-60   | Missionsspezialist | 3. Februar–11. Februar 1994  | 8d 7h 09m   |
| 5  | STS-75   | Missionsspezialist | 22. Februar–9. März 1996     | 15d 17h 40m |
| 6  | STS-91   | Missionsspezialist | 2. Juni–12. Juni 1998        | 9d 19h 54m  |
| 7  | STS-111  | Missionsspezialist | 5. Juni–19. Juni 2002        | 13d 20h 34m |

### EVAs
| Nr. | Datum         | Zusammen mit    | Dauer [hh:mm] | Mission |
| --- | ------------- | --------------- | ------------- | ------- |
| 1   | 9. Juni 2002  | Philippe Perrin | 7:14          | STS-111 |
| 2   | 11. Juni 2002 | Philippe Perrin | 5:00          | STS-111 |
| 3   | 13. Juni 2002 | Philippe Perrin | 7:17          | STS-111 |

## Nach der NASA
Chang-Díaz verließ die NASA im Juli 2005. Er gründete die Firma Ad Astra Rocket Company, die sich auf die Entwicklung von Plasmaantrieben in der Raumfahrt spezialisiert hat. Im Januar 2006 unterzeichneten Ad Astra und die NASA einen Rahmenvertrag über die Entwicklung und Nutzung des Antriebkonzeptes VASIMR, das Chang-Díaz 1979 entworfen und stets weiterentwickelt hatte. Der Vertrag wurde im Dezember 2007 verlängert.

## Auszeichnungen
- NASA Space Flight Medals (7×)
- NASA Distinguished Service Medals (2×)
- NASA Exceptional Service Medals (3×).
- Diverse Ehrendoktorwürden
- Ehrenbürger Costa Ricas[1]
- Am 27. Januar 2021 wurde ein Asteroid nach ihm benannt: (115015) Chang Díaz.

## Besonderheiten und Rekorde
- zweiter Mensch mit sieben Raumflügen